# Leopold Vilhelm av Österrike

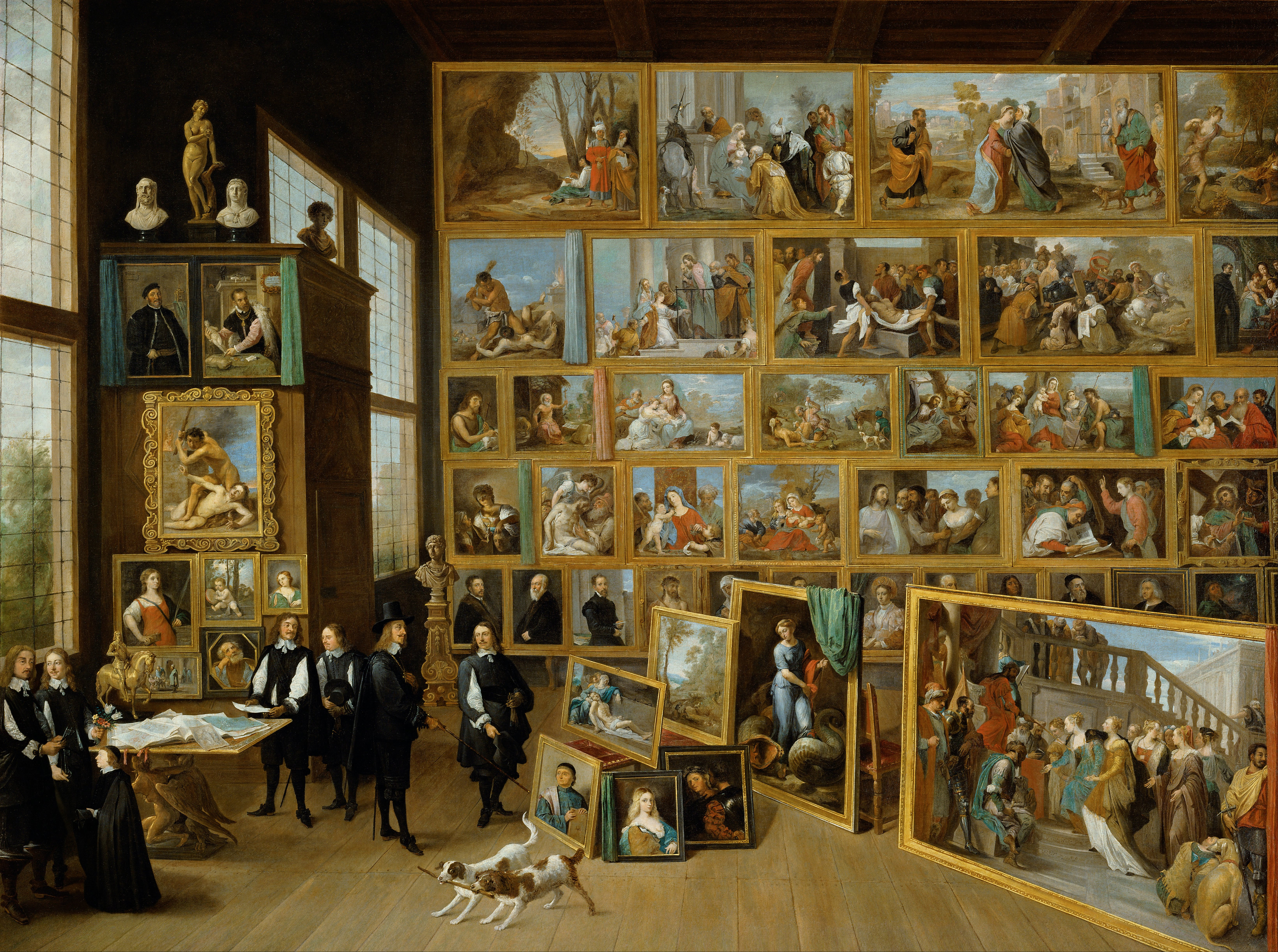
David Teniers den yngre, Ärkehertig Leopold Vilhelm i sitt tavelgalleri (cirka 1650), Kunsthistorisches Museum.

Leopold Vilhelm av Österrike (tyska: Leopold Wilhelm), född 5 februari 1614, död 20 november 1662, var en österrikisk ärkehertig, ämbetsman och konstmecenat. 
Han var ståthållare för Spanska Nederländerna 1647–1656.

## Biografi
Leopold Vilhelm var son till Ferdinand II (tysk-romersk kejsare) och Maria Anna av Bayern.
Som 11-årig utnämndes han till biskop av Passau och Strasbourg och blev 1626 biskop av Halberstadt. Områdena var dock endast tidvis under habsburgsk kontroll. Senare blev han även biskop av Olmütz och Breslau, samt stormästare för Tyska orden. Mest känd blev han dock som militär. 1639 inträdde han som generalisimus med stor makt i spetsen för hela Habsburgs militär. Med ganska stor framgång förde han befälet under de första åren, men i slaget vid Breitenfeld 1642 besegrades han och nedlade därefter 1643 befälet, även om kejsaren egentligen inte hade några synpunkter på Leopold Vilhelms insatser. På kejsarens enträgna böner övertog han i det kritiska läget efter slaget vid Jankov 1645 på nytt ledningen över den kejserliga armén och lyckades någorlunda återställa jämvikten. 1646–1656 var han ståthållare i Spanska Nederländerna.
Även om Leopold Vilhelm saknade större begåvning och utbildning för det militära befäl han innehade var han modig och beslutsam, och lyckades göra ganska väl ifrån sig, och kan inte betraktas som den dekorationsfigur för armén som han av vissa historiker betraktats som. Han överlät dock ofta svårare beslut till sina mer erfarna rådgivare Ottavio Piccolomini och Matthias Gallas.
Hans huvudsakliga intresse var konst, och han beskyddade konstnärer som David Teniers den yngre, Frans Snyders, Peter Snayers, Daniel Seghers, Peter Franchoys, Frans Wouters, Jan van den Hoecke och Pieter Thijs. Hans samling av venetianska och holländska målningar från 1600-talet är nu utställd på Kunsthistorisches Museum i Wien.